# Oxytrigona chocoana
Oxytrigona chocoana är en biart som beskrevs av Gonzalez och Roubik 2008. Oxytrigona chocoana ingår i släktet Oxytrigona och familjen långtungebin. Inga underarter finns listade i Catalogue of Life.